# Deniz Taskesen
Deniz Taskesen (türkisch Deniz Taşkesen; * 7. September 1992 in Osnabrück) ist ein deutsch-türkischer Fußballspieler. Er spielt seit 2016 für Fatih Karagümrük SK.

## Laufbahn
Taskesen stammt aus der Jugend des VfL Osnabrück. In der Saison 2009/10 spielte er für die U-19 von Viktoria Georgsmarienhütte. Nachdem seiner Rückkehr nach Osnabrück, lief sein Vertrag zum 1. Juli 2012 aus. Vom 1. Oktober 2012 bis zum 31. Januar 2013 spielte er für die Sportfreunde Lotte. Am 31. Januar 2013 wechselte er zurück zum VfL Osnabrück und spielte in der Saison 2015/16 für die erste Mannschaft.
Zur Saison 2016/17 wechselte Taskesen in die Türkei zum Drittligisten Fatih Karagümrük SK. Im Sommer 2018 wechselte er zum Zweitligisten İstanbulspor, wurde aber direkt für eine Spielzeit zum Drittligisten Kırklarelispor ausgeliehen. Nach seiner Leihrückkehr wechselte er wiederum in die 3. Liga zu Sakaryaspor. Im September 2020 erfolgte sein ligainterner Wechsel zu İnegölspor.